# Македонско женско благотворително дружество (София)
Македонското женско благотворително дружество е организация на жените бежанки от областта Македония, установили се в България, съществувала от 1903 до 1951 година в София.

## История

### Основаване и организация
Македонското женско благотворително дружество в София е основано в 1903 година. То е сред множеството структури по това време, обединяващи бежанците от Македония. Дружеството изработва устав, който е утвърден от Министерството на вътрешните работи в 1906 година. В устава си дружеството залага целите си, сред които материално и морално подпомагане на българките извън и в пределите на европейските вилаети на Османската империя, раздаване на помощи на сънародници в нужда по време на извънредни бедствия, издаване и разпространение на просветата сред българите, отваряне на сиропиталища в Македония и конкретно на един приют в Битоля, откриване на професионално училище и други. Дружеството осъществява дейностите си с пари, събрани от дарения, членски внос, волни пожертвувания и други. Структурата му е стандартна и включва действителни, почетни и спомагателни членове, като се управлява от Общо събрание и настоятелство с девет членове. Дружеството бързо печели подкрепата на обществеността и все повече хора се включват в членския състав. В Македонското женско дружество членуват между 380 и 400 души в междувоенния период и обединява дамската прослойка на македонския елит в София. В дружеството членуват и дами извън тези прослойки, които просто подкрепят каузите на организацията. Известни общественички и съпруги на дейци на македонското националноосвободително движение са председателки и членки на настоятелството, сред които са Дона Каранджулова (съпруга на Иван Каранджулов, председателка от 1912 до 1931 година), Олга Радева, Сава Бабаджанова, Вълка Н. Стоянова, Вангелия Т. Александрова, Виктория Възвъзова, Фроса Мушмова, доктор Люба Руменова, Анастасия Тодева и други.

### Сиропиталища
Македонското женско дружество първоначално полага усилия главно в общото подпомагане на българите в Македония и бежанците в България, както и се грижи за поддържане на националното съзнание. В 1908 година след Хуриета заедно с основаното от Захария Шумлянска местно дружество „Утеха“, Македонското женско дружество основава в Битоля сиропиталище „Надежда“. Двете дружества заедно откриват и безплатна трапезария за учениците. Сиропиталището приютява около 50 - 100 деца, а в трапезарията се хранят около 100 битолски ученици. След Балканските войни и двете национални катастрофи сиропиталището и трапезарията са затворени в 1913 година. Македонското женско дружество съсредоточава усилията си в грижи за сираците на македонските бежанци. Организацията открива сиропиталище „Битоля“ в София на 15 февруари 1915 година.
Сиропиталището в началото приютява 25 деца, но след това е разширено и до края на същата година децата са 57. За него се построява сграда от 1924 до 1926 на улица „Владайска“ и отново се разширява пак в 1928 година. Всичко това става благодарение на подкрепа от македонските братства и организации, лични дарения и с помощта на общината и държавата. Постепенно в сиропиталището се подслоняват около 70 – 120 деца от 7 до 14 години, като сираците на македонските бежанци се настаняват с предимство.

### Последни години
След 9 септември 1944 година започва натиск върху ръководството на Македонското женско дружество, което се отразява и на приюта. Сиропиталище „Битоля“ не се затваря веднага, но постепенно подслонява все по-малко деца. Приютът продължава да се управлява от Македонското женско дружество, което към 1946 година има около 400 членове. След 1942 година не се свикват общи събрания по данни на Министерството на вътрешните работи.
Тъй като дружеството обединява елита на македонската емиграция в София и управлява добри имоти в София, привлича вниманието на близката до новата политическа прослойка македонска общност. В писмо от 10 януари 1945 година до Националния комитет на македонската емиграция в България се иска държавата да вземе мерки срещу Македонското женско дружество. Първоначално общината сменя директорката на сиропиталище „Битоля“. Районният комитет на Отечествения фронт започва да разследва сигнали, че ръководството на организацията не се е научило „да стъпва с левия крак“ и че в сиропиталището има „нездрав“ политически климат, както и че там ситуацията е бедствена. Целият състав на настоятелството на организацията е сменен със заповед от Министерството на вътрешните работи. Сиропиталището на практика спира да работи в 1949 година. Македонското женско дружество е слято с Македонското просветно дружество „Гоце Делчев“ с протокол от 21 февруари 1951 година.